# 파릉 호씨
파릉 호씨(巴陵胡氏)는 호남성 악양시를 본관으로 하는 한국의 성씨이다.

## 역사
파릉 호씨(巴陵 胡氏)는 송(宋)나라의 유학자인 호안국(胡安國)의 16세손 호극기(胡克己)를 시조(始祖)로 한다. 호극기(克己)는 명(明)나라 말엽에 과거에 급제하여 한림학사(翰林學士)가 되어 1643년(인조 21) 답례사(答禮使)로 조선에 왔다가 명(明)나라가 청(淸)나라에 멸망되자 조선의 함경도 북청군에 정착하였다고 한다.

## 본관
파릉(巴陵)은 중국 후난성(湖南省) 악양(岳陽) 일대이다.

## 같이 보기
- 호진경

## 인구
- 2015년 84명